# Neoglyphidodon mitratus
Neoglyphidodon mitratus là một loài cá biển thuộc chi Neoglyphidodon trong họ Cá thia. Loài này được mô tả lần đầu tiên vào năm 2012.

## Từ nguyên
Tính từ định danh mitratus trong tiếng Latinh có nghĩa là "có đeo băng trên đầu", hàm ý đề cập đến các dải sọc nâu ở đầu của loài cá này.

## Phạm vi phân bố và môi trường sống
N. mitratus được tìm thấy tại 3 địa điểm, là Palau, Papua New Guinea và quần đảo Solomon. Loài cá này sinh sống tập trung gần những rạn san hô, thường là các cụm san hô nhánh, ở độ sâu khoảng từ 15 đến ít nhất là 45 m.

## Mô tả
N. mitratus có chiều dài cơ thể tối đa được ghi nhận là 6,2 cm. Cá trưởng thành có kiểu hình rất giống với Neoglyphidodon thoracotaeniatus: màu xám tím, trắng ở đầu với 3 dải sọc nâu, gốc vây ngực có đốm đen, tuy nhiên vây bụng và vây hậu môn của N. mitratus lại có màu vàng. Cá con có màu vàng tươi, sáng màu hơn cá con N. thoracotaeniatus nhưng vẫn có một đốm đen lớn viền xanh lam sáng ở giữa vây lưng với hai đường sọc xanh óng băng ngang mắt.
Số gai ở vây lưng: 13; Số tia vây ở vây lưng: 13; Số gai ở vây hậu môn: 2; Số tia vây ở vây hậu môn: 13; Số gai ở vây bụng: 1; Số tia vây ở vây bụng: 5; Số tia vây ở vây ngực: 17.